# Svartek

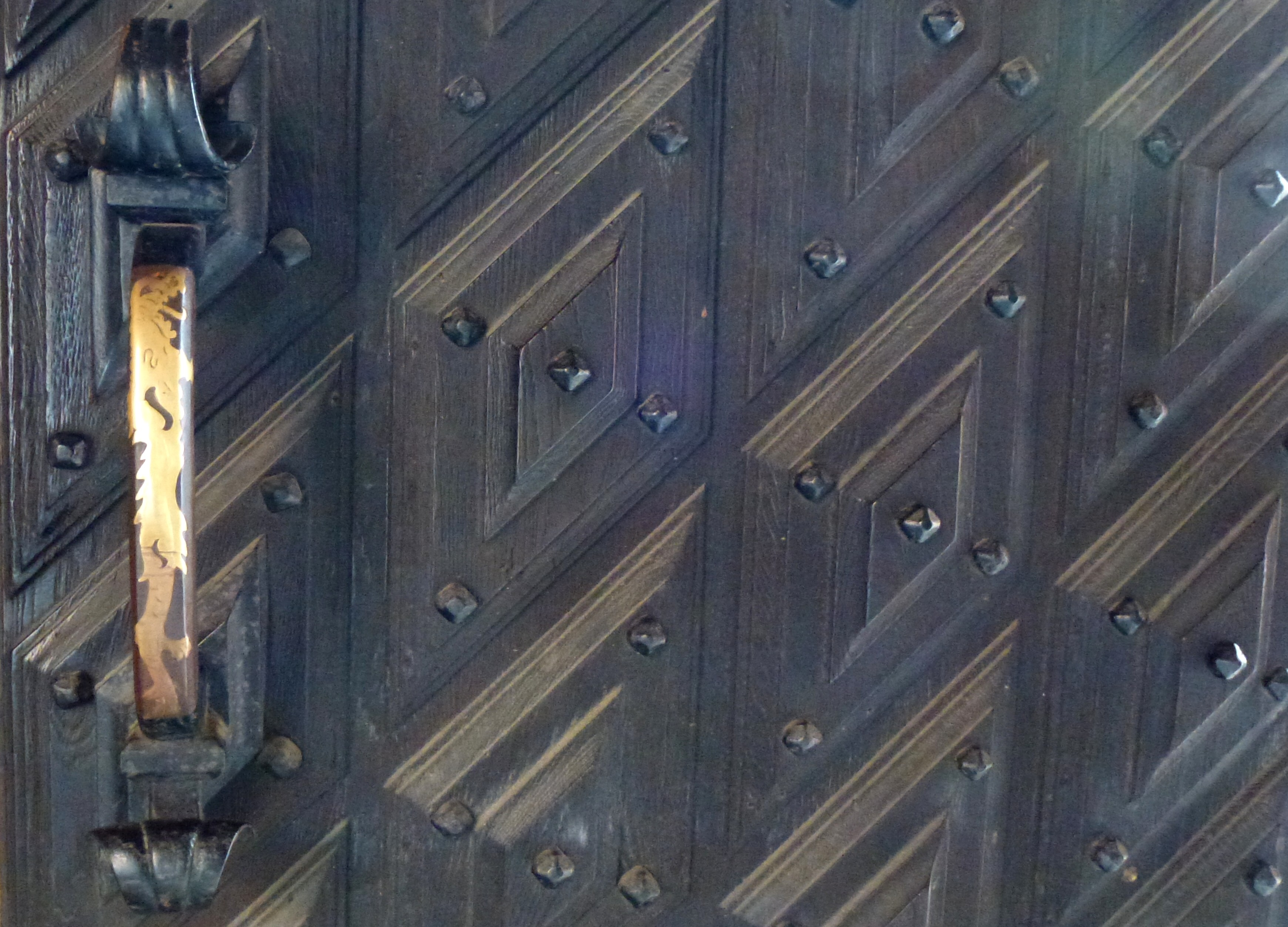
Svartek i huvudportalen för Stockholms stadshus.

Svartek eller sjödränkt ek är en typ av virke (ek) som legat sjödränkt eller begravd i jord under en längre period och därför fått en karakteristisk svart färg. Virket anses mycket värdefullt, eftersom det är svårt att få tag i på grund av den långa process som krävs för dess tillkomst.
En källa till svartek som har orsakat kontrovers är skeppsvrak på havets botten. I Sverige finns en lagstiftning som tillkom 1967 som skyddade skeppsvrak, som var mer än 100 år gamla. Numera gäller dock skyddet för vrak från fartyg förlista före 1850 Gamla skeppsvrak finns bland annat i Östersjön, eftersom halten av salt är så låg i vattnet att skeppsmask inte överlever där.

## Träkvalitet och egenskaper

### Skillnad mellan sjödränkt ek och färsk ek

#### Sjödränkt ek/myrek
Egenskaperna hos sjödränkt ek skiljer sig inte nämnvärt från de hos befintliga ekar. Torkdensiteten enligt DIN 52182 är i genomsnitt lite högre och ligger på runt 0,58 till 0,73 g/cm³. Den genomsnittliga rådensiteten är också något högre än för nyare ek och är ca 0,62 till 0,76 g/cm³. Liksom färskt ekträ krymper också sjödränkt ekträ endast måttligt.
Träets egenskaper som hårdhet, vikt och bearbetbarhet varierar och beror på platsen och åldern på respektive stycke.
Mekanisk bearbetning kan enkelt utföras, men försiktighet krävs vid skruvning, eftersom skruvar bör förborras.
För att förhindra att sprickor bildas bör tonvikten läggas på långsam, skonsam torkning. När det gäller hållbarhet bör det noteras att myrekträ inte är väderbeständigt och endast är måttligt resistent mot svamp- eller insektsangrepp.

#### Färskt ekträ
Den genomsnittliga torkdensiteten enligt DIN 52182 för nyare ek är lägre än för sjödränkt ek och är ca 0,48 till 0,87 g/cm³. Den genomsnittliga rådensiteten är också något lägre än för sjödränkt ek och är cirka 0,55 till 0,98 g/cm³. Färskt ekträ krymper också bara måttligt. I detta fall varierar träegenskaper som hårdhet, vikt och bearbetbarhet beroende på avverkningsplats och ålder. Färskt ekträ är i allmänhet lätt att arbeta med det kan kapas, skalas och lätt klyvas. Det är dock svårt att hyvla på grund av dess grova korn. För montering med skruv eller spik bör tunt trä förborras. 
Liksom med sjödränkt ekträ, tenderar färskt ekträ också att spricka och skeva, så även nyare ekträ bör torkas försiktigt och långsamt.